# Klub Słowackich Turystów
Klub Słowackich Turystów (słow. Klub slovenských turistov, KST) – słowacka organizacja turystyczna powołana do życia 24 lutego 1990 roku.
KST powstał wskutek podziału centralnej czechosłowackiej organizacji ČSTV na klub czeski (KČT) oraz klub słowacki. Pierwszym przewodniczącym był Dalimír Kubala. Zgodnie ze swoim statutem, jest prawnym następcą organizacji turystycznych działających w przeszłości na terytorium Słowacji: Klubu Czechosłowackich Turystów (KČST), Klubu Słowackich Turystów i Narciarzy (KSTL), Słowackiego Związku Turystów (KZT) oraz jednym z następców Czechosłowackiego Związku Wychowania Fizycznego (ČSTV). Siedzibą Klubu jest Bratysława.
Klub liczy sobie blisko 20 000 członków zorganizowanych w 36 rad regionalnych i 434 lokalne kluby. Jedną trzecią członków stanowią dzieci i młodzież, którzy przynależą do Turystycznych Oddziałów Młodzieży.
Wśród pól aktywności KST znajduje się: turystyka piesza, narciarska, rowerowa, wodna, wysokogórska, jeździecka, turystyka młodzieży, turystyka osób niepełnosprawnych. Klub zajmuje się także znakowaniem i utrzymywaniem 130 000 km szlaków turystycznych na Słowacji. KST szkoli również instruktorów i przewodników turystycznych. Jest także właścicielem (lub współwłaścicielem) jednego schroniska w Niżnych Tatrach (Schronisko pod Ďumbierom) oraz czterech położonych w Tatrach Wysokich (Schronisko pod Rysami, Schronisko Téryego, Schronisko Zbójnickie, Schronisko nad Zielonym Stawem). Klub kontynuuje także wydawanie czasopisma Krásy Slovenska, które po raz pierwszy ukazało się w 1921 roku nakładem KČST.
Klub Słowackich Turystów współpracuje z organizacjami o podobnym profilu działającymi w krajach sąsiednich – PTTK w Polsce, KČT w Czechach oraz MTSz na Węgrzech. Jest także członkiem międzynarodowych organizacji turystycznych – Europejskiego Stowarzyszenia Turystyki Wędrownej (EWV) oraz Międzynarodowej Federacji Sportów dla Każdego (IVV).